# Греко-римская борьба на летних Олимпийских играх 1980 — до 74 кг
Соревнования по классической борьбе в категории до 74 кг были частью программы летних Олимпийских игр 1980 года в Москве.

## Медалисты
- Ференц Кочиш (HUN)
- Анатолий Быков (URS)
- Микко Хухтала (FIN)

## Определение победителей
Определение победителей происходило по системе штрафных очков. Борец, набравший 6 и более штрафных очков, выбывал из соревнований. Когда оставалось два или три участника для определения распределения медалей между ними проводился специальный финальный тур.

### Штрафные очки
- 0 — чистая победа, снятие соперника за пассивность или из-за травмы;
- 0,5 — победа за явным преимуществом;
- 1 — победа по очкам;
- 2 — ничья;
- 2,5 — ничья, пассивность;
- 3 — поражение по очкам;
- 3,5 — поражение за явным преимуществом соперника;
- 4 — чистое поражение, снятие за пассивность или из-за травмы.

## Легенда
- DNA — участник не явился;
- TPP — общее количество штрафных очков;
- MPP — количество штрафных очков за схватку;
- TF — чистая победа;
- IN — соперник снят из-за травмы;
- DQ — дисквалификация за пассивность;
- D1 — дисквалификация за пассивность, победитель также был пассивен;
- D2 — дисквалификация за пассивность обоих соперников.

## Ход соревнований

### Круг 1
| TPP | MPP |                         | Результат |                         | MPP | TPP |
| --- | --- | ----------------------- | --------- | ----------------------- | --- | --- |
| 0   | 0   | Ференц Кочиш (HUN)      | TF / 4:38 | Кай Ягергаард (DEN)     | 4   | 4   |
| 4   | 4   | Кароль Касап (YUG)      | DQ / 7:57 | Янко Чопов (BUL)        | 0   | 0   |
| 3   | 3   | Жак ван Ланкер (BEL)    | 6 — 8     | Витезслав Маха (TCH)    | 1   | 1   |
| 4   | 4   | Джамал Муграби (SYR)    | TF / 3:35 | Леннарт Лунделль (SWE)  | 0   | 0   |
| 1   | 1   | Анатолий Быков (URS)    | 6 — 5     | Вислав Дзиадура (POL)   | 3   | 3   |
| 4   | 4   | Идальберто Барбан (CUB) | TF / 1:31 | Микко Хухтала (FIN)     | 0   | 0   |
| 1   | 1   | Георге Минеа (ROU)      | 12 — 6    | Лутфи Шихаб Ахмед (IRQ) | 3   | 3   |

### Круг 2
| TPP | MPP |                       | Результат |                         | MPP | TPP |
| --- | --- | --------------------- | --------- | ----------------------- | --- | --- |
| 0   | 0   | Ференц Кочиш (HUN)    | DQ / 7:13 | Кароль Касап (YUG)      | 4   | 8   |
| 8   | 4   | Кай Ягергаард (DEN)   | TF / 2:28 | Янко Чопов (BUL)        | 0   | 0   |
| 3   | 0   | Жак ван Ланкер (BEL)  | TF / 2:47 | Джамал Муграби (SYR)    | 4   | 8   |
| 2   | 1   | Витезслав Маха (TCH)  | 3 — 3     | Леннарт Лунделль (SWE)  | 3   | 3   |
| 1   | 0   | Анатолий Быков (URS)  | DQ / 4:58 | Идальберто Барбан (CUB) | 4   | 8   |
| 4   | 1   | Вислав Дзиадура (POL) | 4 — 3     | Георге Минеа (ROU)      | 3   | 4   |
| 0   | 0   | Микко Хухтала (FIN)   | DQ / 5:56 | Лутфи Шихаб Ахмед (IRQ) | 4   | 7   |

### Круг 3
| TPP | MPP |                       | Результат |                        | MPP | TPP |
| --- | --- | --------------------- | --------- | ---------------------- | --- | --- |
| 1   | 1   | Ференц Кочиш (HUN)    | 4 — 3     | Янко Чопов (BUL)       | 3   | 3   |
| 7   | 4   | Жак ван Ланкер (BEL)  | DQ / 7:08 | Леннарт Лунделль (SWE) | 0   | 3   |
| 5   | 3   | Витезслав Маха (TCH)  | 2 — 4     | Анатолий Быков (URS)   | 1   | 2   |
| 7   | 3   | Вислав Дзиадура (POL) | 3 — 7     | Микко Хухтала (FIN)    | 1   | 1   |
| 4   |     | Георге Минеа (ROU)    |           | Пропустил              |     |     |

### Круг 4
| TPP | MPP |                        | Результат |                      | MPP | TPP |
| --- | --- | ---------------------- | --------- | -------------------- | --- | --- |
| 8   | 4   | Георге Минеа (ROU)     | TF / 2:45 | Ференц Кочиш (HUN)   | 0   | 1   |
| 4   | 1   | Янко Чопов (BUL)       | 6 — 2     | Витезслав Маха (TCH) | 3   | 8   |
| 6   | 3   | Леннарт Лунделль (SWE) | 4 — 10    | Анатолий Быков (URS) | 1   | 3   |
| 1   |     | Микко Хухтала (FIN)    |           | Пропустил            |     |     |

### Круг 5
| TPP | MPP |                     | Результат |                      | MPP | TPP |
| --- | --- | ------------------- | --------- | -------------------- | --- | --- |
| 5   | 4   | Микко Хухтала (FIN) | TF / 5:44 | Ференц Кочиш (HUN)   | 0   | 1   |
| 7   | 3   | Янко Чопов (BUL)    | 4 — 5     | Анатолий Быков (URS) | 1   | 4   |

### Финал
Результаты предварительных схваток учитывались в финале.
| TPP | MPP |                     | Результат |                      | MPP | TPP |
| --- | --- | ------------------- | --------- | -------------------- | --- | --- |
|     | 4   | Микко Хухтала (FIN) | TF / 5:44 | Ференц Кочиш (HUN)   | 0   |     |
| 7   | 3   | Микко Хухтала (FIN) | 4 — 7     | Анатолий Быков (URS) | 1   |     |
| 2   | 2   | Ференц Кочиш (HUN)  | D1 / 7:21 | Анатолий Быков (URS) | 4   | 5   |

## Распределение мест
1. Ференц Кочиш (HUN)
2. Анатолий Быков (URS)
3. Микко Хухтала (FIN)
4. Янко Чопов (BUL)
5. Леннарт Лунделль (SWE)
6. Витезслав Маха (TCH)
7. Георге Минеа (ROU)
8. Жак ван Ланкер (BEL)